# 28 січня
28 січня — 28-й день року в григоріанському календарі. До кінця року залишається 337 днів (338 днів — у високосні роки).

## Свята і пам'ятні дні

### Міжнародні
- Міжнародний день мобілізації проти ядерної війни.
- Міжнародний день захисту персональних даних.

### Національні
- Вірменія: День армії.

### Релігійні

#### Західне християнство
- Пам'ять святих Томи Аквінського та Хуліана оф Куенка[en];
- Пам'ять блаженного Ромейського Імператора Карла І Великого.

#### Східне християнство[1]
- Пам'ять преподобних Єфрема Сирина, Єфрема Переяславського, пустельника Палладія Антіохійського[ru], Ісаака Сирина та Єфрема Угрина[pl].

## Іменини
✝  Католицькі: Тома, Хуліан.
✙ Православні: Єфрем, Ісаак, Палладій.

## Події

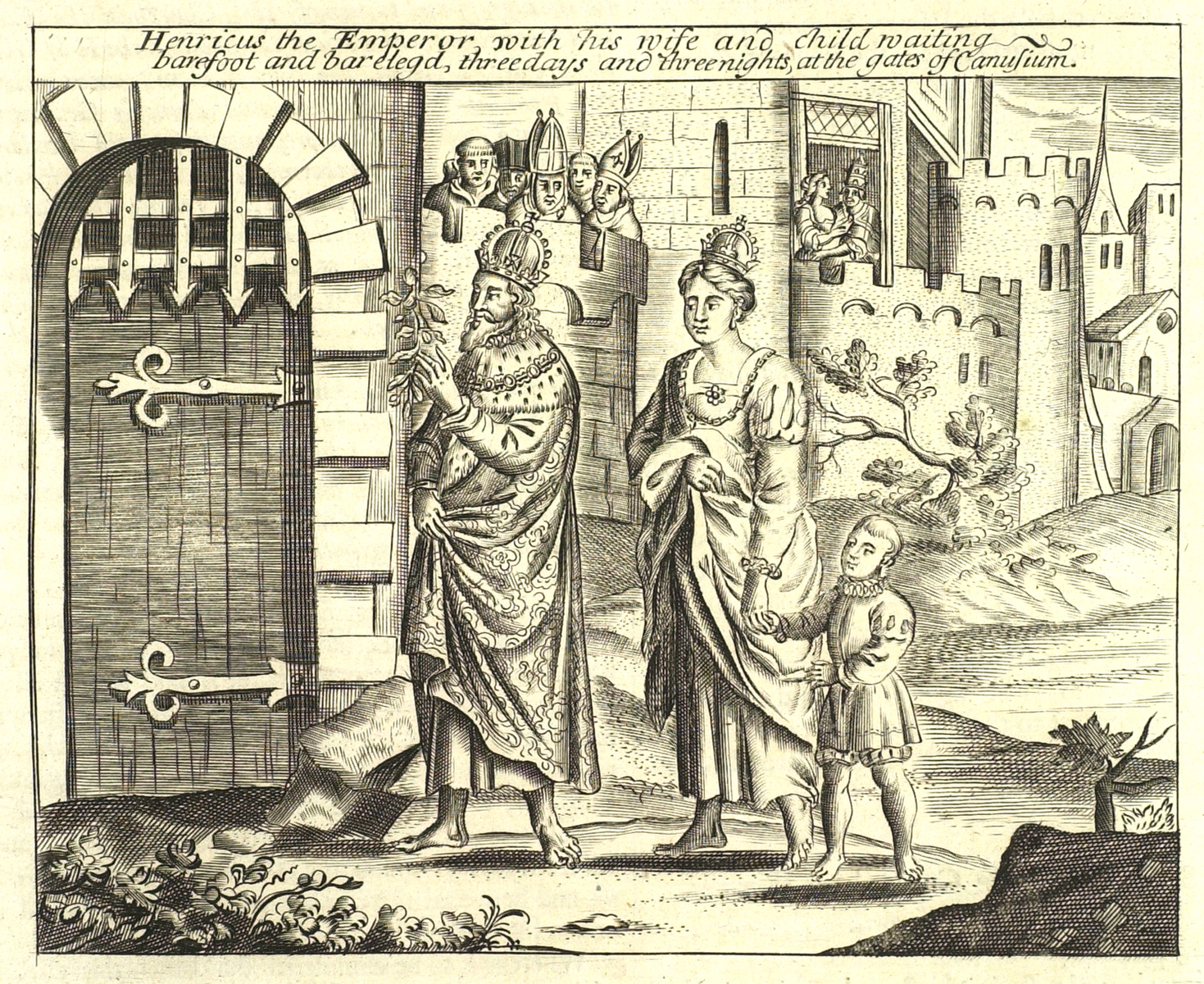
Генріх IV біля воріт Каносси. Гравюра Дж. Фокса з книги 1684 р. (вперше опубліковано 1570 р.)

Учасники Першого конгресу українських націоналістів. Відень, 1929

- 98 — Римським імператор стає Марк Ульпій Траян
- 1077 — папа Римський Григорій VII взяв гору над німецьким королем і монархом Священної Римської імперії Генріхом IV у конфлікті, що завершилося «ходінням до Каносси»
- 1820 — російська експедиція на кораблях «Схід» та «Мирний» під командуванням Фадея Беллінсгаузена та Михайла Лазарева відкрила Антарктиду.
- 1855 — по Панамській залізниці від Атлантичного до Тихого океану пройшов перший локомотив.
- 1919 — у Чехословаччині засновано Університет Масарика.
- 1871 — після чотиримісячної облоги Парижа французи капітулювали у війні з Пруссією.
- 1920 — засновано Іспанський іноземний легіон.
  - виставою В. Винниченка «Гріх» у Вінниці відкрився Український драмтеатр імені Івана Франка (тепер Національний академічний драматичний театр імені Івана Франка).
- 1921 — у Парижі відкритий символічний монумент Невідомому солдату (пам'ятник воїнам, загиблим у Першій світовій війні) у вигляді Тріумфальної арки.
- 1929 — у Відні відбувся Перший конгрес українських націоналістів, на якому оголошено про створення ОУН та обрано її керівництво. Головою ОУН обрано Євгена Коновальця.
- 1935 — Ісландія стала першою західною державою, яка легалізувала медичні аборти.
- 1958 — компанія Lego запатентувала вигляд деталей конструктора.
- 1986 — через 73 секунди після старту, який транслювався в прямому телеефірі, над мисом Канаверал вибухнув американський космічний човник «Челленджер»
- 1990 — у Бухаресті відбулися продемократичні демонстрації з вимогами усунення всіх колишніх комуністів від влади та звільнення тимчасового президента Румунії Ілієску з його посади.
- 1992 — національний синьо-жовтий стяг Верховною Радою України затверджено Державним Прапором України.
  - Україна встановила дипломатичні відносини з Італією.
- 2002 — у фіналі Кубка чемпіонів Співдружності футболісти київського «Динамо» обіграли московський «Спартак» з рахунком 4:3.
- 2003 — у ході зустрічі президентів Росії та України Володимира Путіна і Леоніда Кучми підписано Договір про українсько-російський державний кордон.
- 2007 - відкрилися VI Зимові Азійські ігри в Чанчуні, (Китай).
- 2010 — тодішній президент України Віктор Ющенко указом про вшановування учасників боротьби за незалежність України у XX ст. визнав воїнів УПА учасниками боротьби за незалежність України.

## Народились

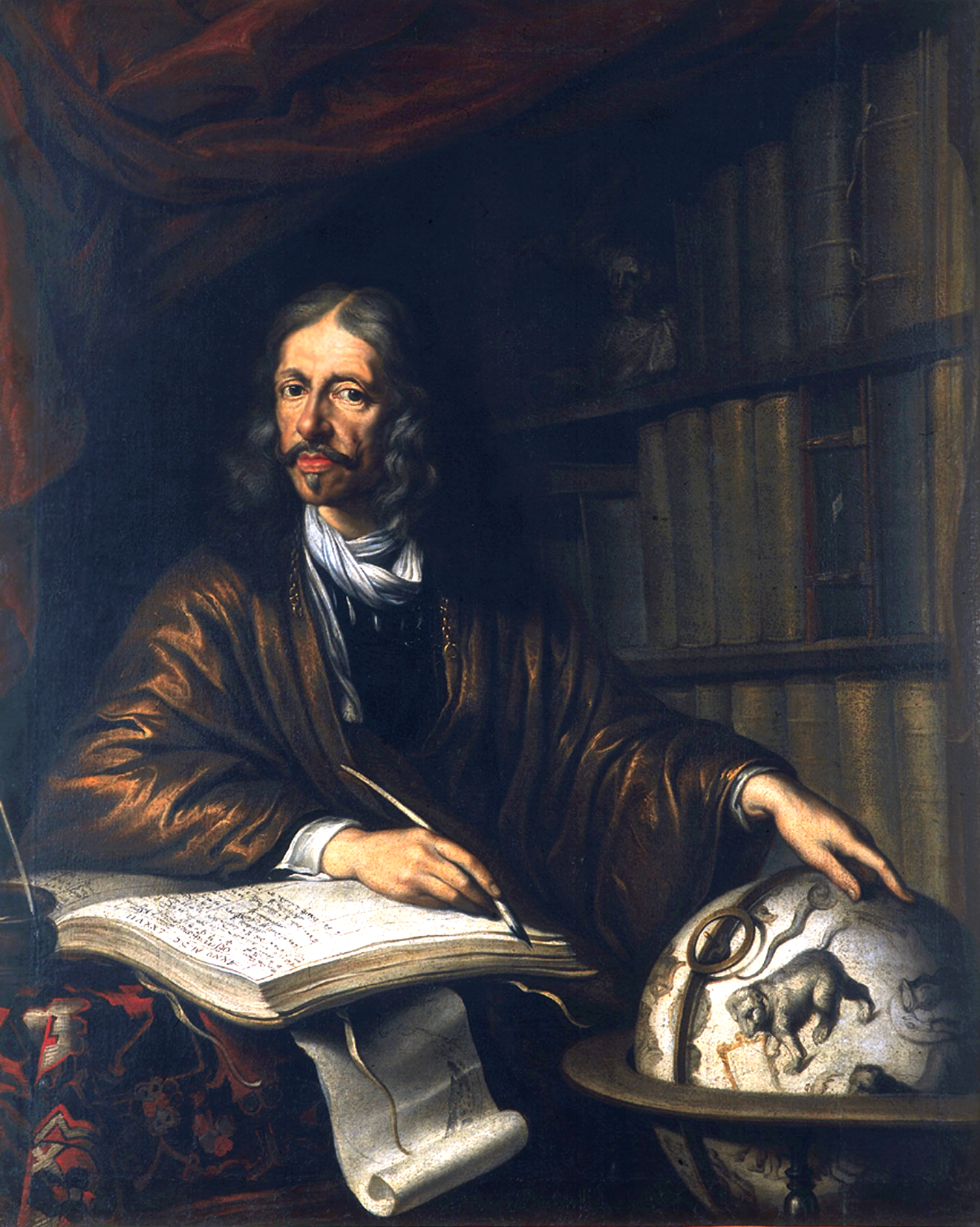
Ян Гевелій

Дивись також Категорія:Народились 28 січня
- 1600 — Климент IX, 238-й папа Римський.
- 1611 — Ян Гевелій, польський астроном, автор перших карт Місяця, градоначальник Гданську.
- 1659 — П'єтро Баратта, італійський скульптор доби бароко.
- 1706 — Джон Баскервіль, англійський друкар і видавець, творець шрифтів нового стилю, що носять його ім'я.
- 1757 — Бруні Антоніо Бартоломео, італійський композитор, диригент і скрипаль.
- 1761 — Марґеріт Жерар, французька художниця, граверка, книжкова ілюстраторка, представниця рококо.
- 1791 — Герольд Фердінан (Луї-Жозеф-Фердінан Герольд), французький композитор, автор музики до балету «Марна обережність». Батько Герольда Фердинана (політика), дід письменника і поета-символіста Герольда Андре-Фердинана (Еро).
- 1820 — Вільгельм Педерсен, данський художник. Був першим ілюстратором казок Ганса Крістіана Андерсена.
- 1853 — Хосе Марті, кубинський поет, письменник, публіцист, лідер визвольного руху Куби.
  - Володимир Соловйов, філософ, богослов, поет, публіцист, літературний критик; онук козацького сотника Василя Сковороди, брата філософа Григорія Сковороди.
- 1854 — Володимир Високович, патологоанатом, бактеріолог й епідеміолог.
- 1884 — Огюст Пікар, швейцарський учений, фізик, дослідник космічних променів, творець стратостатів і батискафів.
- 1902 — Альфред Барр, американський історик мистецтва і перший директор Музею сучасного мистецтва в Нью-Йорку.
- 1912 — Джексон Поллок, американський художник, один з визначних представників абстрактного експресіонізму.
- 1922 — Роберт Вільям Голлі, американський біохімік, лавреат Нобелівської премії з медицини та фізіології 1968 року.
- 1930 — Анатолій Ігнащенко, український архітектор, народний художник України
- 1935 — Леонід Грабовський, український композитор.
- 1938 — Леонід Жаботинський, український радянський спортсмен, важкоатлет.
- 1951 — Леонід Каденюк, український астронавт (перший космонавт незалежної України), Герой України, генерал-майор ЗСУ, заступник генерального інспектора генеральної військової інспекції при президенті України з питань авіації і космонавтики.
- 1977 — Такума Сато, японський автогонщик, пілот Формули-1.
- 1978 — Джанлуїджі Буффон, італійський футболіст, воротар.
- 1981 — Олеся Мамчич, українська поетеса.
  - Елайджа Вуд, американський кіноактор («Володар перснів»).
- 1982 — Богдана Матіяш, українська поетеса та мовознавиця.
- 1991 — Євгеній Зеленський, офіцер Збройних сил України, учасник АТО. Герой України.

## Померли

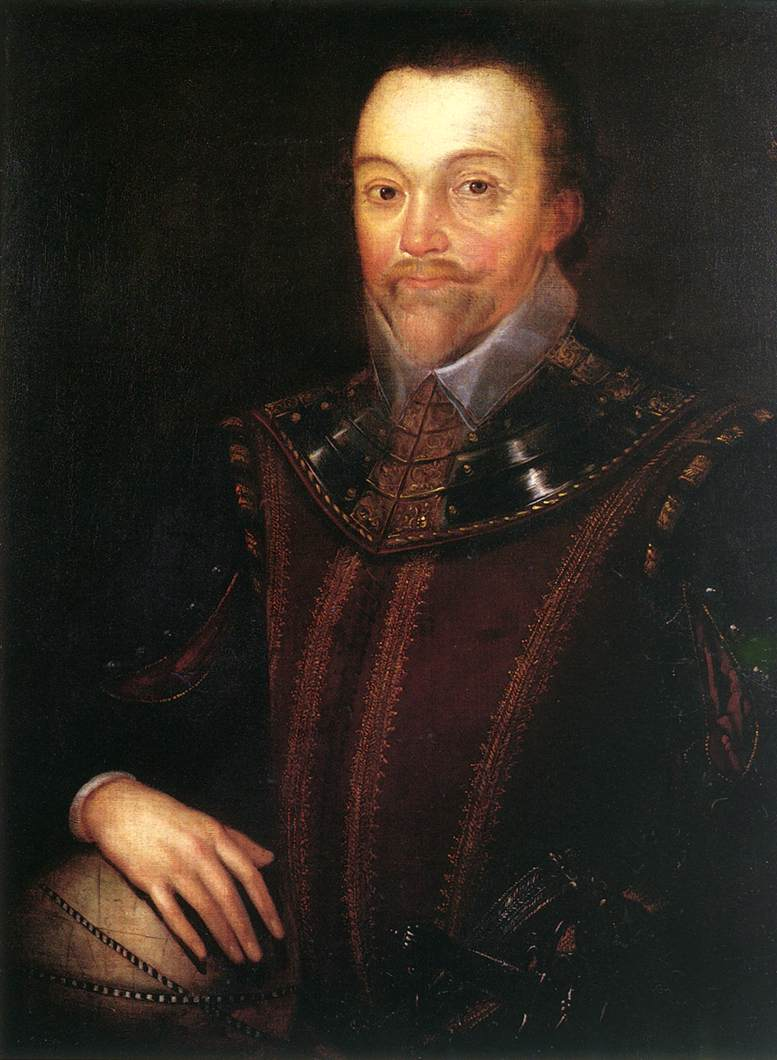
Френсіс Дрейк

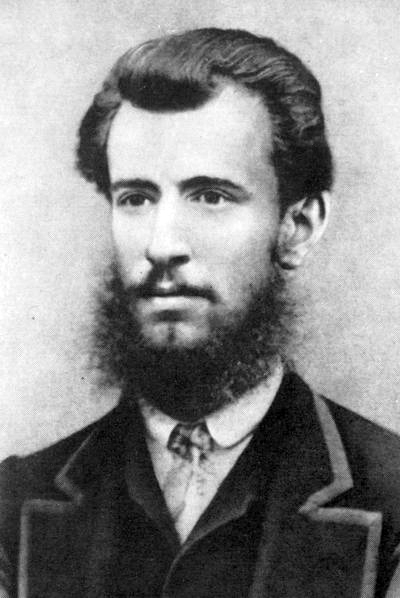
Панас Мирний

Дивись також Категорія:Померли 28 січня
- 814 — Карл I Великий, король Франкського королівства, Імператор Заходу.
- 1596 — Френсіс Дрейк, англійський пірат, навігатор, работорговець, політик та лицар.
- 1663 — Франческо Марія Грімальді, італійський фізик і астроном. Склав першу карту Місяця.
- 1687 — Ян Гевелій, польський астроном, автор перших карт Місяця, градоначальник Гданську.
- 1868 — Адальберт Штіфтер, австрійський письменник, поет, художник і педагог.
- 1920 — Панас Мирний, український письменник.
- 1939 — Вільям Батлер Єйтс, ірландський поет, драматург, лауреат Нобелівської премії (1923).
- 1977 — Олексій Грищенко, маляр і графік.
- 2002 — Астрід Ліндгрен, шведська письменниця, авторка всесвітньовідомих книг для дітей «Карлсон, який живе на даху» та «Пеппі Довгапанчоха».
- 2008 — архієпископ Афінський і всієї Еллади Христодул, предстоятель Елладської православної церкви у 1998—2008.